# 1902–1903-as belga labdarúgó-bajnokság (első osztály)
Az 1902–1903-as Jupiler League volt a 8. alkalommal megrendezett, legmagasabb szintű labdarúgó-bajnokság Belgiumban. A szezonban 10 klubcsapat vett részt.
A címvédő a Rhodienne-De Hoek volt. A bajnokságot újra a Rhodienne-De Hoek csapata nyerte meg.

## Végeredmény

### A csoport
| Hely. | Csapat        | M | Gy | D | V | G+ | G– | Gk  | P  | Továbbjutás vagy kiesés |      | BEE | LEO  | CEB    | ANT | CLB |
| ----- | ------------- | - | -- | - | - | -- | -- | --- | -- | ----------------------- | ---- | --- | ---- | ------ | --- | --- |
| 1.    | Beerschot AC  | 7 | 5  | 2 | 0 | 24 | 12 | +12 | 12 | Továbbjutott a döntőbe  |      | —   | 2–4  | 5–0    | 3–2 | 1–0 |
| 2.    | Léopold       | 7 | 5  | 1 | 1 | 18 | 8  | +10 | 11 | Továbbjutott a döntőbe  |      | 1–1 | —    | 3–1    | 2–2 | 4–0 |
| 3.    | Cercle Brugge | 7 | 2  | 0 | 5 | 9  | 21 | −12 | 4  |                         |      | 2–7 | 1–2  | —      | 0–3 | 3–2 |
| 4.    | Antwerp       | 4 | 1  | 1 | 2 | 8  | 7  | +1  | 3  |                         | —[a] | 2–2 | —[a] | —      | 1–2 |     |
| 5.    | Club Brugge   | 7 | 1  | 0 | 6 | 7  | 18 | −11 | 2  |                         | 2–5  | 1–2 | 0–2  | 5–0[b] | —   |     |

[a] – Nem játszották le a mérkőzést.

[b] – Gól nélküli mérkőzés a tabellán.

### B csoport
| Hely. | Csapat                                 | M | Gy | D | V | G+ | G– | Gk  | P  | Továbbjutás vagy kiesés |        | UNI | RAC    | ATR | LIE  | VER    |
| ----- | -------------------------------------- | - | -- | - | - | -- | -- | --- | -- | ----------------------- | ------ | --- | ------ | --- | ---- | ------ |
| 1.    | Union SG                               | 8 | 7  | 0 | 1 | 40 | 13 | +27 | 14 | Továbbjutott a döntőbe  |        | —   | 2–4    | 8–1 | 8–3  | 6–1    |
| 2.    | Rhodienne-De Hoek                      | 8 | 6  | 0 | 2 | 25 | 7  | +18 | 12 | Továbbjutott a döntőbe  |        | 0–2 | —      | 3–1 | 4–0  | 5–0[a] |
| 3.    | Athletic and Running Club de Bruxelles | 7 | 3  | 0 | 4 | 20 | 26 | −6  | 6  |                         |        | 2–5 | 0–6    | —   | —[b] | 6–1    |
| 4.    | Liège                                  | 7 | 3  | 0 | 4 | 16 | 25 | −9  | 6  |                         | 2–4    | 2–1 | 0–5[c] | —   | 4–3  |        |
| 5.    | Verviétois                             | 8 | 0  | 0 | 8 | 7  | 37 | −30 | 0  |                         | 5–0[a] | 0–2 | 1–6    | 1–3 | —    |        |

[a] – Gól nélküli mérkőzés a tabellán.

[b] – Nem játszották le a mérkőzést.

[c] – A végeredményt 3–0-ról 0–5-re módosították a klub szabálysértése miatt.

### Döntő
| Hely. | Csapat            | M | Gy | D | V | G+ | G– | Gk | P  | Továbbjutás vagy kiesés |     | RAC | UNI | BEE | LEO |
| ----- | ----------------- | - | -- | - | - | -- | -- | -- | -- | ----------------------- | --- | --- | --- | --- | --- |
| 1.    | Rhodienne-De Hoek | 6 | 5  | 1 | 0 | 12 | 4  | +8 | 11 | A szezon bajnoka        |     | —   | 2–1 | 1–1 | 5–0 |
| 2.    | Union SG          | 6 | 3  | 0 | 3 | 6  | 8  | −2 | 6  |                         |     | 1–3 | —   | 2–1 | 2–1 |
| 3.    | Beerschot AC      | 6 | 2  | 2 | 2 | 5  | 8  | −3 | 6  |                         | 1–5 | 2–1 | —   | 5–0 |     |
| 4.    | Léopold           | 6 | 0  | 1 | 5 | 2  | 5  | −3 | 1  |                         | 0–1 | 0–1 | 1–1 | —   |     |

A bajnoki címet a Rhodienne-De Hoek csapata szerezte meg.